# VOLCANO
VOLCANO（ボルケーノ）は、日本のヘヴィメタルバンド。1999年に屍忌蛇（G）を中心に結成。

## 概要
1999年、屍忌蛇を中心にAIONのNOV、YOUTHQUAKEのAKIRA、GargoyleのKATSUJIというメンバーでプロジェクトがスタート。
2000年にリリースされた1stアルバム「VIOLENT」は国内はもちろん、アジアやヨーロッパでも高く評価され、バンドの名を一躍知らしめる。

## メンバー

### 現メンバー
- 屍忌蛇（ギター）
- NOV（ボーカル）
- AKIRA（ベース）
- SHUN（ドラムス）

### 旧メンバー
- Motoyama (ヴォーカル)
- Setto (ヴォーカル)
- George (ギター)
- Bin (ベース)
- Hime (ドラムス)
- Katsuji Kirita (ドラムス)
- Yukky (ドラムス)

## 来歴

### 1999年
- 屍忌蛇を中心に結成された。

### 2000年
- 1月26日、デビューアルバム「VIOLENT」を発表。ミキシング・マスタリングはフレドリック・ノルドストロームによるもので、高い評価を得る。
同年には3曲入りミニアルバム「DIE HARD」もリリース。

### 2001年
- AKIRAが脱退。同年5月、2ndアルバム「DAVI」を発表。ベースは屍忌蛇がプレイした。

### 2005年
- 屍忌蛇以外のメンバーを一新してミニアルバム「The Viper's Path」発表。

### 2006年
- NOV復帰

### 2008年
- AKIRA復帰

### 2010年
- AKIRAと同じくYOUTHQUAKEで活動するSHUNが加入。現在のラインナップが完成する。

### 2011年
- 10年ぶりとなる3rdアルバム「MYTHOLOGY」をリリース。

### 2015年
- 4thアルバム「MELT」発表。このアルバム以降、屍忌蛇は「毎年アルバムを出す」と発言。

- 以降、2016年「JUGGERNAUT」、2017年「LEVIATHAN」、2018年はカバーアルバム「IRREGULAR」と7thアルバム「DARKER THAN BLACK」、そして長らく廃盤になっていた「VIOLENT」を新曲2曲を追加して再販。2020年「GOODSPEED」と発言通りの精力的な活動をしている。2024年に4年ぶりとなる9thアルバム「TENKA-MUSOU」を発売。